# Сарвиньский, Мирослав
Мирослав Сарвиньский (пол. Mirosław Sarwiński; род. 15 января 1954, Плоцк) — польский шахматист, международный мастер (1986).
Многократный участник командных чемпионатов Польши в составе различных команд (1980—1982, 1985—1991, 2000). Лучшие результаты:
- 1985 год: золотая медаль в индивидуальном зачёте (играл на 3-й доске) в составе «Polonia Warszawa»;
- 1986 год: бронзовая медаль в индивидуальном зачёте (играл на 3-й доске) в составе «Polonia Warszawa»;
- 1987 год: золотая медаль в индивидуальном зачёте (играл на 3-й доске) в составе «Polonia Warszawa»;
- 1988 год: бронзовая медаль в команде в составе «Polonia Warszawa»;
- 2000 год: серебряная медаль в команде в составе «PTSz Płock».

Участник 3-х личных чемпионатов Польши (1976, 1977 и 1983). Лучшее достижение — 13-е место в чемпионате 1983 года.

## Изменения рейтинга
| Графики недоступны из-за технических проблем. См. информацию на Фабрикаторе и на mediawiki.org. |